# Мелочи жизни (телесериал)
«Мелочи жизни» — российский телесериал. Транслировался на «1-м канале Останкино» в 1992—1994 годах (1-40 серии), в мае-июне 1995 года — на ОРТ (41-52 серии). Данные серии впоследствии повторялись на ТВ-6 в 1995—1996 годах, затем на РТР в 1999 году, на ТВЦ в 2000—2001 годах (где и были впервые показаны 53-74 серии) и на М1 в 2002 году. Производство с 1-й по 52-ю серию осуществляла Студия литературно-художественных программ РГТРК «Останкино» (Студия «Искусство»), с 53-й по 70-ю серию — Студия «Парнас» РГТРК «Останкино», с 71-й по 74-ю серии — ООО «Студия „Парнас“».

## Сюжет
Супруги Кузнецовы женаты семнадцать лет. Мария — учитель словесности в средней школе, Сергей — инженер в НИИ. Кузнецовы переживают «кризис среднего возраста». Сергей и Мария понимают, что уже давно живут не как супруги, а как соседи. Их дочери Юлии, студентке швейного техникума, уже шестнадцать и она давно живёт своими интересами, подрастает и двенадцатилетний сын Александр, которого всё чаще не бывает дома.
Семейный кризис усугубляется распадом СССР. В семье возникают серьёзные проблемы с деньгами, Сергей теряет работу, на которой и так платили копейки. Маша становится основным добытчиком в семье, помимо школьной нагрузки беря на занятия «частных» учеников. Через одного из учеников — Вадима Сорокина она знакомится с известным модельером Игорем Шведовым. Немолодой кутюрье начинает ухаживать за Машей, понимая, что впервые в жизни влюбился и готов к браку. Мария согласна оставить своего мужа ради него. Она уходит к Шведову, обнаружив, что беременна от модельера, но на душе у неё неспокойно — ей кажется, что она предала первого мужа, оставив его в тяжёлый жизненный момент. На почве ревности к первому Машиному браку между ней и Шведовым происходит скандал, в результате чего Маша ночью убегает из дома нового мужа. В итоге она попадает в больницу, где у неё диагностируют выкидыш. Юля, возненавидев мать, тоже побывав в концертной студии «Останкино» знакомится с Максимом, не зная, что он квартирный вор, чуть было не ограбивший её бабушку. Сам он работает младшим администратором певицы Мадлен, его к себе на поруки взял её продюсер Иннокентий Михайлович. Он сообщает Юле, что эта певица — девушка-инвалид, изолированная от общества. Оказывается, что её зовут так же, как и учительницу. Тётка её Катя сообщает Юле о болезни матери. Юля обвиняет в случившемся Шведова. У неё крадут подругу Настю. Юля, понимая, что Макс её обманул, всё же решает навестить Машу. Маша рада приходу дочери, она рассказывает ей о причинах её ухода. Юле становится жалко мать, также ей жалко и Шведова. Из больницы её, по совету Шведова, отправляют в санаторий возле Алма-Аты, которым владеет старый друг Игоря Шведова. На горной дороге Маша попадает в страшное ДТП и гибнет (в связи с кончиной Марии Зубаревой сюжет был изменён, в первоначальном варианте Маша должна была вернуться к Сергею). Дальнейшее развитие сюжета следующее: у Шведова сжигают все костюмы, которые он приготовил для поездки в Рим, Лена Ползунова выходит замуж за милиционера Бориса Вологдина (до этого она называла его «дядя Боря»), Юля выходит замуж за Игоря (сына Шведова), Катя пытается обустроить свою жизнь, она сама уходит к Шведову вместе с дочерью Алёнкой. Гошу убивают по дороге в аэропорт, после чего Алёнка теряет речь. Вслед за Машей умирает и мать Сергея Анна Степановна. А тут еще новая беда : заболел Анатолий Федорович, и Катя вынуждена оставить Шведова ради отца. Алик помогает Кате в поисках дочери.

## В ролях
| Актёр                                          | Роль |
| ---------------------------------------------- | --- |
| Мария Зубарева                                 | Маша Кузнецова, учительница русского языка и литературы, жена Сергея (переехала жить к Шведову, погибла в ДТП по пути в санаторий) |
| Сергей Колесников                              | Сергей Кузнецов, инженер, муж Маши (потерял работу, по совету Регины устроился в советско-филиппинское СП, хотел жениться на Лене Семендяевой, уехал с сыном в США) |
| Татьяна Матюхова                               | Юля, дочь Маши и Сергея (вышла замуж за сына Шведова — Игоря) |
| Егор Каширский                                 | Саша, брат Юли (уехал с отцом в США) |
| Ирина Апексимова                               | Катя, сестра Сергея (вышла замуж за Гошу, потом развелась с ним и после смерти Маши переехала со своей дочерью Алёнкой к Шведову) |
| Анатолий Кацынский                             | Анатолий Фёдорович, отец Сергея и Кати |
| Ольга Фомичёва                                 | Анна Степановна, мать Сергея и Кати (умерла в больнице от инфаркта) |
| Валерий Николаев                               | Гоша (Георгий Валентинович), бизнесмен, муж Кати, двоюродный брат Маши (убит в результате закрученного им романа с телеведущей Таней при попытке увезти Алёнку за границу)                                                                                                 |
| Владимир Сычёв                                 | Вадим Сорокин, отстающий ученик |
| Александр Минаев                               | Михаил Васильевич Зубков, старший лейтенант милиции (занимался розыском пропавшей папки Анатолия Фёдоровича, понял, что Анна Степановна его обманула, сказав, что в папке вместо документов Семнадцатого съезда партии содержались сведения о вкладах в иностранные банки) |
| Александр Лазарев (старший)                    | Игорь Андреевич Шведов, знаменитый модельер (был убит горем после смерти Маши, после чего к нему пришла Катя) |
| Елена Скороходова (с 32 серии по мужу Ташкова) | Елена Семендяева, манекенщица (пыталась выйти замуж за Сергея, закрутила роман с Романом Букреевым) |
| Ольга Богданова                                | Регина Васильевна, секретарша Шведова (вышла замуж за поэта Вакарова) |
| Александр Рыщенков                             | Игорь, сын Шведова (женился на Юле) |
| Ольга Матушкина                                | Елена Александровна Ползунова, дочь влиятельного политика, женщина со "стервозным" характером (вышла замуж за Вологдина) |
| Вячеслав Богачёв                               | Алик, парикмахер («московский Фигаро») |
| Ульяна Урванцева                               | Настя Костикова, подруга Юли (вышла замуж за Анри Сергеевича) |
| Наталья Чернявская                             | Инга Бабич, подруга Юли |
| Вера Зотова                                    | Маша, певица «Мадлен», инвалид-колясочница |
| Владимир Анисько                               | Иннокентий Михайлович, продюсер «Мадлен» |
| Олег Зима                                      | «Крюк», подручный Иннокентия |
| Илья Ильин                                     | Максим («Бигмак»), воришка, младший администратор Иннокентия (получил тюремный срок за попытку ограбления Анны Степановны, похищения Юлиной подруги — Насти Костиковой и изнасилования Юли)                                                                                |
| Алексей Ильин                                  | «Дуб», подручный «Бигмака» (был отправлен в колонию для несовершеннолетних за избиение Саши) |
| Александра Назарова                            | Антонина Павловна, учительница, коллега Маши |
| Исмаил Акаев                                   | Имантс, филиппинский бизнесмен |
| Евгений Карельских                             | Николай Петрович Рокотов, начальник Сергея |
| Эллина Качанова                                | Ирочка, соседка Семендяевой |
| Алексей Кузнецов                               | Анри Сергеевич («Анруша»), продажный журналист (женился на Юлиной подруге — Насте Костиковой) |
| Дмитрий Назаров                                | Александр Сергеевич Вакаров, поэт, бывший одноклассник Леночки Ползуновой (женился на Регине) |
| Юрий Яковлев                                   | Андрей Николаевич Самофалов, политик друг Анатолия Фёдоровича |
| Светлана Брагарник                             | Дина Львовна жена Самофалова) |
| Василий Лановой                                | Борис Ефимович Вологдин, руководитель охранной фирмы, генерал КГБ в отставке (женился на Лене Ползуновой) |
| Анатолий Лобоцкий                              | Роман Букреев («папа Карло») подчинённый Вологдина |
| Борис Миронов                                  | Роман Букреев (с 59-й серии заменил А. Лобоцкого) |
| Борис Дергун                                   | Андрей Затеев подчинённый Вологдина |
| Юрий Блащук                                    | Георгий Георгиевич сотрудник Вологдина |
| Игорь Кашинцев                                 | Юлиан Павлович Ожерельев, бывший актёр, авантюрист (выдавал себя за убитого Алексея Ивановича Клушина) |
| Нина Русланова                                 | Наталья Евдокимовна, работник таможни в аэропорту «Шереметьево-2» возлюбленная Ожерельева |
| Мария Глазкова                                 | Таня, победительница конкурса телеведущих (взяла Алёнку к себе после убийства Гоши) |
| Ольга Данилова                                 | Оля, телеведущая конкурентка Тани |
| Людмила Полякова                               | Лидия мать Тани |
| Александр Леньков                              | Валентин отец Тани |
| Светлана Немоляева                             | Альбина Сергеевна мать Оли |
| Михаил Филиппов                                | Константин Ильич телережиссёр |
| Александр Лазарев (младший)                    | Олег Денисович («Алик») телепродюсер |
| Лариса Наумкина                                | Марина Петровна работник телевидения |
| Евгения Уралова                                | Тамара руководитель телепрограммы |
| Юрий Волынцев                                  | Виктор Васильевич работник спецслужб |
| Александр Михайлушкин                          | Никита Петрович Глазунов («Глазун») бывший уголовник, владелец автосалона |
| Татьяна Карпова                                | Ева журналистка |
| Владимир Мащенко                               | Петренко уголовник |
| Сергей Рубеко                                  | Марычев работник таможни |
| Владимир Корецкий                              | Андреев майор милиции |
| Евгений Лазарев                                | Александр Петрович отец Елены Ползуновой |
| Павел Махотин                                  | врач (наблюдал Анну Степановну в больнице, сообщил Анатолию Федоровичу об её смерти) |
| Сергей Карякин                                 | Алёша парень Тани |
| Татьяна Погоржельская                          | Елизавета Семёновна мать Алёши |
| Светлана Алексеева                             | Инна Яковлевна - врач (наблюдала Машу в больнице) |
| Людмила Коныгина                               | соседка Константина Ильича |
| Светлана Иванова                               | девочка-посыльная |
| Александр Ильин                                | мальчик-посыльный |
| Георгий Мартынюк                               | полковник |

## Список серий
1. Измена
2. Большие покупки
3. Очень буржуазное кино
4. Смерть по гороскопу
5. Версия
6. Кам он, бэби! (Давай, крошка!)
7. Страх
8. Короткое замыкание
9. Француженка для Сорокина
10. Выигрыш по трамвайному билету
11. Визитёры
12. Смейся, паяц…
13. Под Новый год…
14. Крёстный отец
15. Семейный детектив
16. Контрабанда (Нэцке)
17. Беда
18. Эта крутая классика
19. Уход
20. Новая модель Игоря Шведова
21. Суп из топора
22. Лучшая подруга
23. В свободном падении
24. Похищение
25. Опасные приключения
26. Козни
27. Семейное положение
28. Очная ставка
29. Заговор
30. Соперницы
31. Добродетельная барышня
32. Свадебный подарок
33. Поэта заказывали?..
34. «Роковые страсти»
35. Шеф на продажу
36. Сын лейтенанта Шведова
37. Оставшиеся жить
38. Капкан
39. Бедный родственник
40. Милый, мы поженимся?..
41. Меню для вымогателя
42. Подозрения, подозрения…
43. Критический возраст
44. Брошенный отец
45. Для меня он умер…
46. Плетью обуха не перешибёшь
47. Судьба куражится
48. Стечение обстоятельств
49. Милый Боря…
50. Окаянные пилюли
51. Мотив преступления
52. Продолжение следует…
53. Серебряная свадьба
54. Смена караула
55. Папаши, отцы, папули
56. Секретное задание
57. Птичье молоко
58. Жить буду — летать никогда
59. Большая игра
60. Решительная женщина
61. Люди и нелюди
62. Киднэппинг
63. Очная ставка
64. Старые волки
65. Средь бела дня…
66. Слов нет!
67. Остались считанные дни
68. Жизнь наперекосяк
69. Пустота
70. … если бы старость могла!
71. Золотой приз
72. Постояльцы
73. Классический ход
74. Свой шанс

## Критика
Сериал вызвал негативные отзывы со стороны зрителей. Литературный критик Наталья Иванова высказалась о нём следующим образом: «Тихий ужас — дело даже не в уровне фильмов, а в самой манере игры и отношениях между людьми, вполне адекватно воспроизведённых бедными актёрами».